# گریلی اسنتر (نبراسکا)
گریلی اسنتر(به انگلیسی: Greeley Center) شهری در ایالت نبراسکا کشور ایالات متحده آمریکا است که جمعیت آن در سرشماری سال ۲۰۱۰ میلادی، ۴۶۶ نفر بوده‌است.